# Hunsgera, Homnabad
Hunsgera là một làng thuộc tehsil Homnabad, huyện Bidar, bang Karnataka, Ấn Độ.